# 西大在村
西大在村（にしおおざいむら）は、大分県北海部郡にあった村。現在の大分市の一部にあたる。

## 地理
- 海洋：別府湾[3]
- 河川：大野川[4]

## 歴史
- 1889年（明治22年）4月1日、町村制の施行により、北海部郡志村、北村、角子原村が合併して村制施行し、西大在村が発足[1][2]。旧村名を継承した志村、北、角子原の3大字を編成[2]。
- 1907年（明治40年）6月1日、北海部郡東大在村と合併し大在村を新設して廃止された[1][2]。

## 産業
- 農業、漁業[3][5]